# Берёзовско-Белоусовское рудное поле
Берёзовско-Белоу́совское ру́дное по́ле — сосредоточение крупных полиметаллических месторождений на Рудном Алтае в районе Казахстанского Усть-Каменогорска.

## Общие сведения
Берёзовско-Белоусовское рудное поле находится в 25 км к северо-западу от Усть-Каменогорска в Казахстане. На его территории разрабатывается четыре полиметаллических месторождения. Это — Белоусовское, Берёзовское, Ново-Березовское и Ертисское. Переработка добываемых там руд осуществляется на Ертисском горно-металлургическом комбинате.

## Описание
Протяженность рудного поля составляет порядка 30 км, а его общая площадь около 100 км². Залежи находятся в ответвлениях Ертисского складчатого пояса. В юго-западной части пояса рудные тела сложены девон-карбоновым и известняково-хлоритовыми, типа филлитов, углеродисто-алевролитовыми сланцами, порфироидами. На северо-востоке — эффузивно-осадочными породами девона. Слои прорваны габбро-диабазовыми, плагиогранит-порфировыми интрузиями толщиной 15—20 м, дайками длинной 2—3 километра.
Рудные залежи прерывисты, расчленены линиями и складками. Главные компоненты руд — медь, цинк, свинец, а также золото, серебро, кадмий, сурьма, висмут, мышьяк, ртуть, теллур, индий.